# Carceri Nuove (Rome)
Les Carceri Nuove (en français, les « Nouvelles Prisons ») sont un bâtiment important à Rome pour des raisons historiques et architecturales. Construites au milieu du XVIIe siècle par le pape Innocent X, mû par des idéaux d'humanité et de clémence, pour remplacer les différentes prisons disséminées dans la ville, la prison est restée en activité jusqu'à la construction de la prison de Regina Coeli au début du XXe siècle. Le bâtiment abrite actuellement la Direzione nazionale antimafia e antiterrorismo (Direction nationale de la lutte contre la mafia et le terrorisme).

## Emplacement
Le bâtiment est situé à Rome, dans le Rione Regola, environ à mi-chemin de la via Giulia (au n.52), dans une zone dévastée par les démolitions commencées en 1938 pour la construction d'une rue entre le pont Mazzini et le Corso Vittorio Emanuele, jamais construite à cause de la guerre. Au sud, il borde le vicolo delle prigioni (l'allée des prisons,) au nord avec le vicolo della scimia.

## Histoire

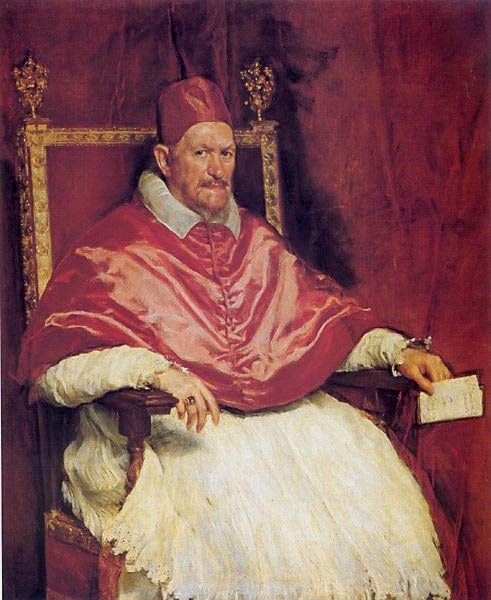
Le Pape Innocent X Pamphili, mû par des idéaux d'humanité, est l'initiateur des Carceri Nuove.

Les Carceri Nuove sont construits entre 1652 et 1655 par la volonté du pape Innocent X Pamphili par Antonio Del Grande. En effet, le pape, alors qu'il était auditeur de la Sacra Rota, a pu se rendre compte personnellement des conditions inhumaines dans lesquelles vivaient les prisonniers des prisons de Tor di Nona. Une fois arrivé sur le trône papal, il pense à améliorer leurs conditions en construisant une nouvelle prison. L'occasion de la construction est fournie par une plainte du Collège anglais de Rome, qui proteste contre l'intention pontificale de confisquer les maisons du Collège pour agrandir les prisons de Corte Savella. Virgilio Spada,«  député au-dessus de la Congrégation des Prisons de la maison Giulia » et frère du Cardinal Bernardino, fait effectuer le relevé de Corte Savella et charge Del Grande de planifier la restructuration, mais Innocenzo X a décidé de construire une nouvelle prison entre la via Giulia, le Tibre et la Piazza Padella destinée à remplacer les prisons existantes de Tor di Nona dans le rione Ponte, de Corte Savella dans le rione Regola, et celles du rione du  Borgo. Les Carceri Nuove sont le premier exemple à Rome d'un pénitencier moderne, où l'humanité des détenus est placée au centre du système pénitentiaire. La philosophie qui anime cette prison est soulignée par l'inscription apposée sur la porte d'entrée : 
« IVSTITIAE ET CLEMENTIAE / SECVRIORI AC MITIORI REORVM CVSTODIAE / NOVVM CARCEREM / INNOCENTIVS X PONT. MAX / POSVIT / ANNO DOMINI / MDCLV. Innocent X Pontifex Maximus a érigé en l'an du Seigneur 1655 la nouvelle prison pour la justice, pour la clémence et pour une garde plus sûre et plus humaine des coupables »
À la mort du pape en janvier 1655, l'édifice n'est pas encore achevé ; son successeur Alexandre VII  achève la construction, mais le bâtiment, avant d'être inauguré, est utilisé pendant l'épidémie de peste de 1656 comme stufa (du mot allemand stube, établissement se situant entre les thermes romains et le sauna moderne, très populaire à Rome à l'époque) où se lavent ceux qui sont mis en quarantaine à San Pancrazio et Sant'Eusebio.
Les prisonniers étaient continuellement assistés par des membres des Archiconfréries de San Giovanni della Pigna, Assunta al Gesù et San Girolamo della Carità. Les Carceri Nuove restent en activité jusqu'à l'inauguration de la prison Regina Coeli dans la Via della Lungara, utilisée pour la détention préventive. Après, seuls les mineurs y sont retenus. En 1931, le bâtiment devient le siège du Centre d'études pénitentiaires et du Musée criminel. Plus tard, le bâtiment est le siège de l'Institut de recherche des Nations unies pour la défense sociale. Aujourd'hui (2020), il abrite la Direction nationale de la lutte contre la mafia et le terrorisme.

## Architecture

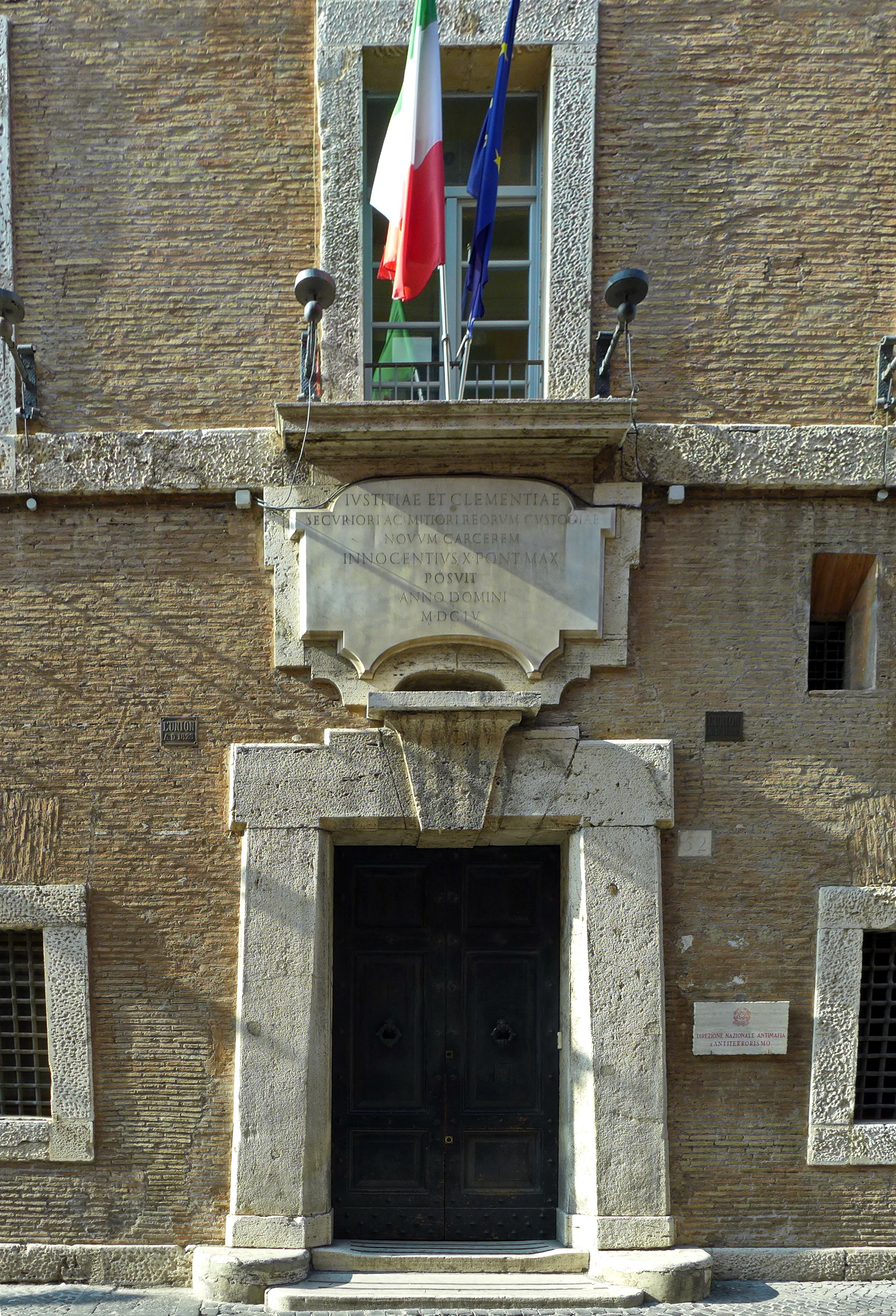
Le portail des Carceri Nuove sur la Via Giulia.

Le bâtiment, considéré comme un modèle de prison humanitaire jusqu'au XVIIIe siècle, a été conçu par Del Grande suivant un programme détaillé de Virgilio Spada et en gardant à l'esprit les prisons de Tordinona. Il s'organise en deux blocs : un pour les représentations et des parloirs, sur la via Giulia, et un abritant les cachots vers le Tibre ; les deux corps de bâtiment sont reliés par une galerie ouvrant sur des cours latérales. Il est possible que la forme planimétrique - semblable à une épée munie d'une poignée - soit l'allégorie, soit de la justice du pape Innocent, soit de Virgilio Spada lui-même, surintendant de la fabrique du bâtiment. Il est construit en brique avec des surplombs rustiques en travertin ou en stuc.  Au rez-de-chaussée donnant sur la Via Giulia, six fenêtres rectangulaires sont garnies de barreaux. Au centre de la façade se trouve un portail fortement effilé avec une grande pierre de taille au centre de l'architrave surmontée de l'inscription mentionnée ci-dessus. Les étages supérieurs sont au nombre de trois avec six fenêtres chacun sur la façade principale. L'édifice se termine par une large corniche. 

## Aménagement intérieur
A l'intérieur du bâtiment, qui comporte quatre étages plus le rez-de-chaussée, il y a deux cours et un grand escalier.
Les pièces où étaient interrogés hommes et femmes, le logement des gardiens, la chancellerie, les offices, une cour pour la promenade, deux grandes (grandes pièces) pour les détenus déjà jugés, les détenus pour dettes et les inculpés de délits mineurs, deux salles de prison, une prison pour mineurs et une chapelle, se trouvaient au rez-de-chaussée.
Au premier étage, il y avait : deux grandes pour les inculpés de délits mineurs, des chambres pour les civils accusés de délits mineurs, une piècepour les juifs, les archives et une seconde chapelle.
Au deuxième étage se trouvait une salle réservée à la « visite gracieuse » de la commission des prisonniers établie en 1435 sous le pape Eugène IV, puis la chambre de l'aumônier, la « conforteria  »(le lieu où les condamnés à mort recevaient les « consolations » de la religion), une chapelle pour les condamnés à mort et une chambre d'isolement pour les malades de la gale.
Les troisième et quatrième étages étaient occupés par dix-sept cachots, chacun portant le nom d'un saint, accessibles par des portes très basses. Chacune était éclairé par une fenêtre étroite placée en hauteur et protégée par une double grille. Les cachots étaient réservés aux détenus avant et pendant leur procès.
Dans le secteur des femmes, par contre, il y en avait trois grandes au premier étage et trois cachots au deuxième, ainsi que la chapelle, l'infirmerie et l'appartement de la prieure.
Jusqu'au pontificat de Léon XII, les prisons avaient également des pièces pour les ecclésiastiques, qui ont ensuite été emprisonnés dans des pièces spéciales au château Saint-Ange. En 1824, une grande cuisine a été construite au rez-de-chaussée, tandis que la prison pour femmes a été agrandie au deuxième étage.
En 1842, les Cerceri Nuove abritaient 600 hommes et 80 femmes.